# Adelacerithium mirabile
Adelacerithium mirabile is een slakkensoort uit de familie van de Newtoniellidae. De wetenschappelijke naam van de soort is voor het eerst geldig gepubliceerd in 1984 door B.A. Marshall.